# 蒲郡市警察
蒲郡市警察（がまごおりしけいさつ）はかつて愛知県蒲郡市に存在した自治体警察である。

## 概要
従来の愛知県警察部が解体され、警察部に属し、現・蒲郡市域を管轄していた旧豊川警察署に代わって、1948年（昭和23年）3月7日に蒲郡町域を管轄する蒲郡町警察、三谷町を管轄する三谷町警察、形原町域を管轄する形原町警察が設置された。
1951年（昭和26年）の警察法一部改正で、形原町警察は廃止されたが、蒲郡町警察と三谷町警察は存続した。
1954年（昭和29年）4月の町村合併で、蒲郡町警察と三谷町警察は合併し、旧塩津村域を管轄に含めた蒲郡市警察が発足したが、3ヵ月後の1954年（昭和29年）7月に新警察法が公布された。これにより国家地方警察と自治体警察は姿を消し、新たに都道府県警察として愛知県警察本部が発足。蒲郡市警察も愛知県警察に統合。国家地方警察宝飯地区警察署の管轄地の一部を含めたかたちで、愛知県警察傘下の警察署として蒲郡警察署が発足した。

### 警察署
- 蒲郡市警察署